# 李宝嘉
李 宝嘉（り ほうか、Li Baojia、1867年 - 1906年）は清末の小説家・ジャーナリスト。字の伯元でも知られる。
江蘇省武進出身。3歳で父を喪い、伯父の李翼清に養われた。1892年、李翼清が官を辞すると、李宝嘉も伯父の任地の山東省から常州に戻った。若いころより書画篆刻・金石学・音韻学の分野で才人として知られ、また宣教師から英語も学んだ。第一位で秀才となったが、郷試には生涯合格することができなかった。
30歳より上海で『指南報』『遊戯報』『世界繁華報』といった新聞を次々と創刊し、『繍像小説』という小説誌の主筆も務め、「タブロイド紙の祖」と称された。
代表作には『儒林外史』に倣って官僚・胥吏の習性や腐敗を描いた『官場現形記』がある。『官場現形記』は1903年から『世界繁華報』に連載され、2年にわたって連載されたが、作者が肺病によって死去したため、友人の欧陽鉅源（ペンネームは茂苑惜秋生）が補筆して完成した。その他の作品には『活地獄』があるが第39回まで書かれたところで病のため中断し、第40回から第42回まで呉趼人が補筆した。『海天鴻雪記』『中国現在記』も未完に終わっている。

## 作品
- 庚子国変弾詞
- 中国現在記
- 官場現形記
- 文明小史
- 活地獄
- 海天鴻雪記